# Hérin (Lez)
Der Hérin (auch: Hérein) ist ein Fluss in Frankreich, der in den Regionen Auvergne-Rhône-Alpes und Provence-Alpes-Côte d’Azur verläuft. Er entspringt im Gemeindegebiet von Vinsobres, entwässert generell in südwestlicher Richtung und mündet nach rund 23 Kilometern an der Gemeindegrenze von Bouchet und Suze-la-Rousse als linker Nebenfluss in den Lez. Auf seinem Weg durchquert der Hérin die Départements Drôme und Vaucluse.

## Orte am Fluss
(Reihenfolge in Fließrichtung)
- Visan
- Tulette
- Bouchet